# Réserve naturelle du lac Shkodër
La Réserve naturelle du lac Shkodër (albanais : Rezervat Natyror i Menaxhuar Liqeni i Shkodrës), est une réserve naturelle située dans la municipalité de Shkodër dans le nord de l'Albanie, sur la rive albanienne du lac Shkodër. Elle est reconnue comme zone protégée en 2005 et couvre une superficie de 26,535 hectares.